# Неофит Костурски
Неофит (на гръцки: Νεόφυτός, Неофитос) е гръцки духовник на Вселенската патриаршия.

## Биография
От 1 октомври 1796 година до септември 1798 година Неофит е игумен на манастира „Света Богородица Камариотиса“ на остров Халки, Принцовите острови. След това Неофит е велик протосингел на Вселенската патриаршия. През октомври 1799 година е избран и по-късно ръкоположен за костурски митрополит. На този пост остава до февруари 1835 година, когато е наследен на трона от Атанасий. Името му е споменато в ктиторския надпис на вече несъществуващия параклис „Животворящ източник“ на Олищкия манастир от 1800 година.
През февруари 1835 година престарелият Неофит е прехвърлен като митрополит на Имброската епархия, където остава до смъртта си в 1836 година.